# Arturo Marín
Arturo Marín Cabrera, más conocido como Arturo Marín (Castañar de Ibor, 26 de septiembre de 1894 - Madrid, 13 de marzo de 1954), fue un actor español.

## Biografía
Nació en 1894 en Castañar de Ibor. En 1924, Arturo debuta en el cine mudo, con la película La mala ley de Manuel Noriega. El año siguiente también interviene en la película de éxito, La Casa de la Troya de nuevo dirigida por Noriega, junto a Alejandro Pérez Lugín. Contrajo matrimonio con la actriz María Cuevas. En 1954 se estrena la película Todo es posible en Granada, de José Luis Sáenz de Heredia. Fue la última película estrenada en vida de Arturo. 
El día 13 de marzo de 1954, Arturo Marín muere repentinamente, en su casa de la calle Fernando el Católico nº 4 de Madrid. Fue enterrado en la Sacramental de Santa María.